# Hans Petter Buraas
Hans Petter Buraas (Bærum, 20 de marzo de 1975) es un deportista noruego que compitió en esquí alpino.
Participó en dos Juegos Olímpicos de Invierno, en los años 1998 y 2006, obteniendo una medalla de oro en Nagano 1998, en la prueba de eslalon.
En la Copa del Mundo consiguió una victoria y diez podios en total.

## Palmarés internacional
| Juegos Olímpicos | Juegos Olímpicos | Juegos Olímpicos | Juegos Olímpicos |
| Año              | Lugar            | Medalla          | Prueba           |
| ---------------- | ---------------- | ---------------- | ---------------- |
| 1998             | Nagano (Japón)   | Medalla de oro   | Eslalon          |